# Björn Kuipers
Björn Kuipers (ur. 28 marca 1973 w Oldenzaal) – holenderski sędzia piłkarski w holenderskiej Eredivisie w latach 2005-2021 oraz międzynarodowy sędzia piłkarski FIFA w latach 2006-2021, a od czerwca 2009 był również posiadaczem licencji FIFA Elite.
W Eredivisie zadebiutował w 2005 roku prowadząc spotkanie SBV Vitesse - Willem II Tilburg. Już rok później otrzymał nominację na sędziego międzynarodowego. Już w pierwszym roku pojechał na Mistrzostwa Europy U-17, na których poprowadził między innymi finałowy mecz pomiędzy reprezentacjami Czech i Rosji. 
W 2007 roku po raz pierwszy poprowadził mecz seniorskich reprezentacji kraju, a był to towarzyski mecz Austria - Wybrzeże Kości Słoniowej. Rok później po raz pierwszy był rozjemcą w meczu 1. rundy Pucharu UEFA w spotkaniu SSC Napoli - SL Benfica. 
W czerwcu 2009 roku dostał powołanie na turniej Mistrzostw Europy U-21. Po raz kolejny na turnieju młodzieżowym poprowadził finał tych zmagań pomiędzy Niemcami, a Anglią. 
Kuipers w 2012 roku sędziował dwa mecze grupowe na Mistrzostwach Europy w Piłce Nożnej w 2012 roku – Irlandia - Chorwacja oraz Ukraina - Francja.
15 maja 2013 roku był arbitrem meczu finałowego Liga Europy UEFA (2012/2013), w którym SL Benfica uległa Chelsea F.C. 1-2. Niewiele ponad rok później, 24 maja 2014 poprowadził finał Ligi Mistrzów, w którym rozstrzygał losy derbów Madrytu, które po dogrywce zakończyły się wynikiem 4:1 dla Realu, który pokonał lokalnego rywala, Atletico.
W 2014 roku pojechał na swoje pierwsze Mistrzostwa Świata. W Brazylii poprowadził dwa mecze fazy grupowej oraz spotkanie 1/8 finału pomiędzy Kolumbią i Urugwajem.
Dwa lata później pojechał na kolejne Mistrzostwa Europy, na których prowadził między innymi spotkanie Polska - Niemcy rozgrywane na Stade de France. W 2017 roku znalazł się wśród arbitrów delegowanych do prowadzenia spotkań podczas Mistrzostw Świata U-20 2017. Był na nich rozjemcą finałowego meczu pomiędzy Wenezuelą i Anglią. W 2018 roku po raz drugi otrzymał nominację do prowadzenia finału Ligi Europy UEFA, tym razem Atlético Madryt pokonało Olympique Marsylia 3-0.
W 2018 roku pojechał na drugie i ostatnie Mistrzostwa Świata. Na tych Mistrzostwach poprowadził ćwierćfinałowy mecz pomiędzy Szwecją i Anglią. W meczu finałowym tego turnieju pełnił rolę sędziego technicznego.
11 lipca 2021 roku sędziował finał Mistrzostw Europy 2020, w którym Włosi zwyciężyli w starciu z Anglikami. 18 dni po meczu finałowym ogłosił, że zamierza zakończyć karierę sędziowską. Ostatnim prowadzonym przez niego spotkaniem był mecz rozgrywek Johan Cruijff Schaal, pomiędzy AFC Ajax, a PSV Eindhoven. 
Holender studiował Administrację Biznesu na Uniwersytecie im. Radbouda w Nijmegen. Jest także współwłaścicielem trzech supermarketów C1000 i zakładu fryzjerskiego w rodzinnym Oldenzaal.

## Sędziowane mecze Mistrzostw Europy 2012
| Mecz                 | Data       | Miejsce                 | Runda        | Wynik | Żółta kartka | Czerwona kartka |
| -------------------- | ---------- | ----------------------- | ------------ | ----- | ------------ | --------------- |
| Irlandia – Chorwacja | 10.06.2012 | Stadion Miejski, Poznań | Faza grupowa | 1:3   | 3            | 0               |
| Ukraina – Francja    | 15.06.2012 | Donbas Arena, Donieck   | Faza grupowa | 0:2   | 5            | 0               |

## Sędziowane mecze Pucharu Konfederacji 2013
| Mecz                 | Data       | Miejsce                  | Runda        | Wynik | Żółta kartka | Czerwona kartka |
| -------------------- | ---------- | ------------------------ | ------------ | ----- | ------------ | --------------- |
| Nigeria – Urugwaj    | 21.06.2013 | Fonte Nova, Salvador     | Faza grupowa | 1:2   | 4            | 0               |
| Brazylia – Hiszpania | 1.07.2013  | Maracanã, Rio de Janeiro | Finał        | 3:0   | 2            | 1               |

## Sędziowane mecze Mistrzostw Świata 2014
| Mecz                 | Data       | Miejsce                   | Runda        | Wynik | Żółta kartka | Czerwona kartka |
| -------------------- | ---------- | ------------------------- | ------------ | ----- | ------------ | --------------- |
| Anglia – Włochy      | 15.06.2014 | Arena da Amazônia, Manaus | Faza grupowa | 1:2   | 1            | 0               |
| Szwajcaria – Francja | 20.06.2014 | Fonte Nova, Salvador      | Faza grupowa | 2:5   | 1            | 0               |
| Kolumbia – Urugwaj   | 28.06.2014 | Maracanã, Rio de Janeiro  | 1/8 Finału   | 2:0   | 3            | 0               |

## Sędziowane mecze Mistrzostw Europy 2016
| Mecz                  | Data       | Miejsce                           | Runda        | Wynik | Żółta kartka | Czerwona kartka |
| --------------------- | ---------- | --------------------------------- | ------------ | ----- | ------------ | --------------- |
| Niemcy – Polska       | 16.06.2016 | Stade de France, Saint-Denis      | Faza grupowa | 0:0   | 6            | 0               |
| Chorwacja – Hiszpania | 21.06.2016 | Stade Matmut-Atlantique, Bordeaux | Faza grupowa | 2:1   | 4            | 0               |
| Francja – Islandia    | 3.07.2016  | Stade de France, Saint-Denis      | Ćwierćfinał  | 5:2   | 2            | 0               |

## Sędziowane mecze Mistrzostw Świata 2018
| Mecz                 | Data       | Miejsce                          | Runda        | Wynik      | Żółta kartka | Czerwona kartka |
| -------------------- | ---------- | -------------------------------- | ------------ | ---------- | ------------ | --------------- |
| Egipt – Urugwaj      | 15.06.2018 | Stadion Centralny, Jekaterynburg | Faza grupowa | 0:1        | 2            | 0               |
| Brazylia – Kostaryka | 22.06.2018 | Stadion Kriestowskij, Petersburg | Faza grupowa | 2:0        | 3            | 0               |
| Hiszpania – Rosja    | 1.07.2018  | Stadion Łużniki, Moskwa          | 1/8 Finału   | 1:1 k. 3:4 | 3            | 0               |
| Szwecja – Anglia     | 7.07.2018  | Samara Ariena, Samara            | Ćwierćfinał  | 0:2        | 3            | 0               |

## Sędziowane mecze Mistrzostw Europy 2020
| Mecz                 | Data       | Miejsce                     | Runda        | Wynik      | Żółta kartka | Czerwona kartka |
| -------------------- | ---------- | --------------------------- | ------------ | ---------- | ------------ | --------------- |
| Dania – Belgia       | 17.06.2021 | Parken, Kopenhaga           | Faza grupowa | 1:2        | 4            | 0               |
| Słowacja – Hiszpania | 23.06.2021 | Estadio La Cartuja, Sewilla | Faza grupowa | 0:5        | 4            | 0               |
| Czechy – Dania       | 3.07.2021  | Stadion Olimpijski, Baku    | Ćwierćfinał  | 1:2        | 2            | 0               |
| Włochy – Anglia      | 11.07.2021 | Stadion Wembley, Londyn     | Finał        | 1:1 k. 3:2 | 6            | 0               |